# Rinascimento scozzese
Il Rinascimento scozzese è stato un movimento letterario della prima metà del XX secolo, visto come la versione scozzese del modernismo. Viene a volte citato come Rinascimento letterario scozzese, sebbene la sua influenza sia andata oltre la letteratura ed abbia pervaso la musica, le belle arti e la politica (altri campi). Gli scrittori e gli artisti del Rinascimento scozzese hanno dimostrato un profondo interesse per la filosofia e la tecnologia moderna, incorporando inoltre influenze folk e una forte preoccupazione per la sorte delle antiche lingue scozzesi, viste in declino.
Il movimento vieno considerato in parallelo con altri simili movimenti, tra cui quello irlandese ("Irish Literary Revival"), il Rinascimento di Harlem (negli Stati Uniti), il "Rinascimento bengali" (in Kolkata, India) e il "Movimento Jindyworobak" (in Australia).

## Galleria d'immagini

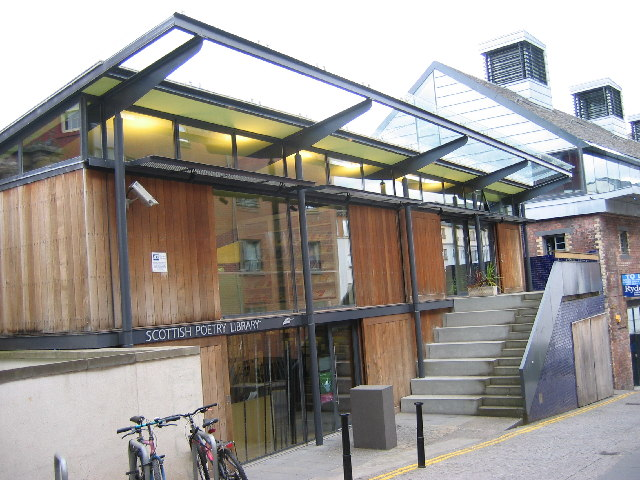
Biblioteca dei poeti scozzesi a Edimburgo
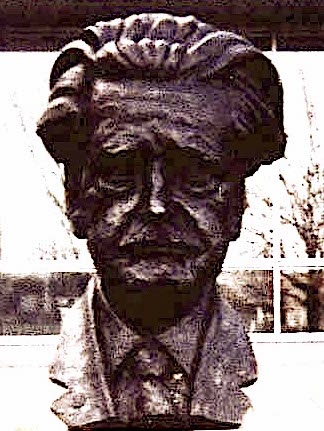
Busto dello scrittore Hugh MacDiarmid a Edimburgo
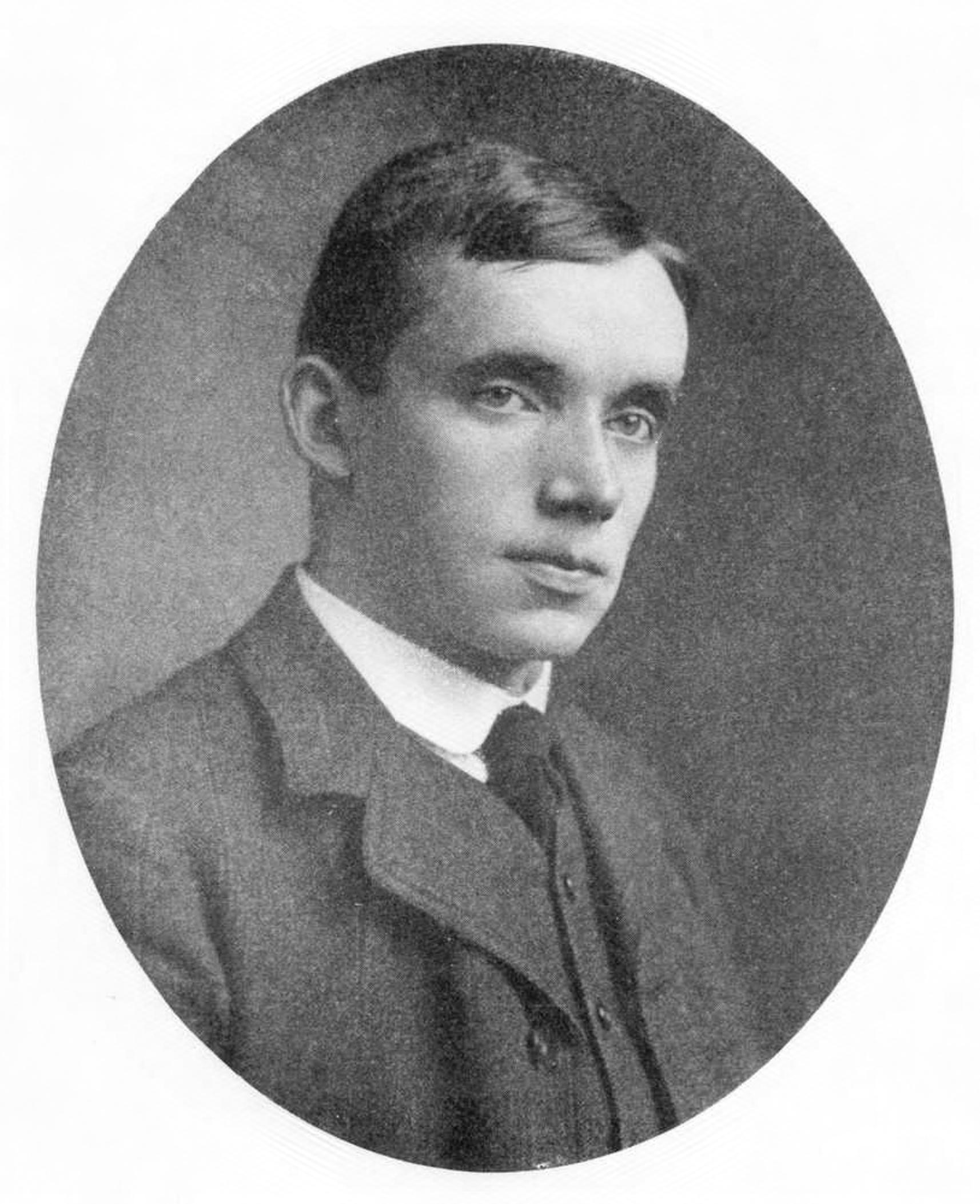
James Bridie in 1913
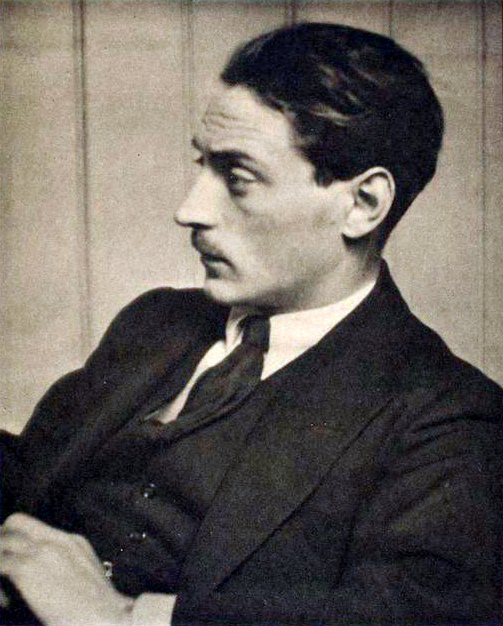
Sir Compton Mackenzie
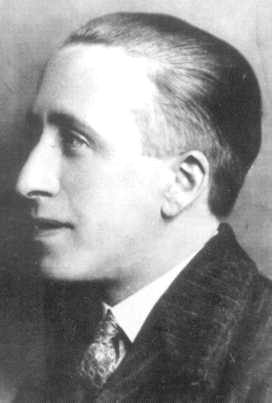
Lewis Grassic Gibbon